# Виндсор Хајтс (Ајова)
Виндсор Хајтс (енгл. Windsor Heights) град је у америчкој савезној држави Ајова. По попису становништва из 2010. у њему је живело 4.860 становника.

## Демографија
Према попису становништва из 2010. у граду је живело 4.860 становника, што је 55 (1,1%) становника више него 2000. године.
| Група             | 2000.         | 2010.         |
| Белци             | 4.529 (94,3%) | 4.324 (89,0%) |
| Афроамериканци    | 83 (1,7%)     | 170 (3,5%)    |
| Азијати           | 60 (1,2%)     | 115 (2,4%)    |
| Хиспаноамериканци | 76 (1,6%)     | 179 (3,7%)    |
| Укупно            | 4.805         | 4.860         |